# Vârșolț
Vârșolț è un comune della Romania di 2 390 abitanti, ubicato nel distretto di Sălaj, nella regione storica della Transilvania. 
Il comune è formato dall'unione di 3 villaggi: Recea, Recea Mică, Vârșolț.